# Серап Курбаноглу

Проф. Серап Курбаноглу із Туреччини — Ініціатор проведення конференцій ECIL

Серап Курбаноглу (тур. Serap Kurbanoğlu) — професор кафедри управління інформацією Університету Хачтепе (англ. Hacettepe University), Анкара, Туреччина.

## З біографії
Отримала ступінь доктора філософії з інформаційних технологій у Шеффілдському університеті, Велика Британія.
Коло наукових інтересів професора Серап Курбаноглу — системний аналіз, управління проектами, інформаційні технології. Останнім часом вона багато уваги приділяє питанням інформаційної грамотності та навчання протягом усього життя. Має численні публікації, переважно — з інформаційної грамотності. Вона — національний координатор та організатор семінару «Навчання тренерів з інформаційної грамотності» ЮНЕСКО в Анкарі в 2008 році, національний координатор Ініціативи міжнародної інформаційної грамотності. Професор С.Курбаноглу є менеджером проекту та розробником вмісту вебпакету інструкцій з інформаційної грамотності (HUBO), розробленої для Університету Хачтепе. Бере участь у численних національних та міжнародних проектах з інформаційної грамотності та навчання впродовж усього життя, член правління EUCLID (Європейська асоціація з бібліотечно-інформаційної освіти та досліджень). Має багатий досвід організації професійних конференцій як на національному, так і в міжнародному масштабах. Є співголовою Європейської конференції з інформаційної грамотності (ECIL), яка підтримується багатьма міжнародними організаціями, у тому числі — Секцією інформаційної грамотності ІФЛА; очолює програмний комітет інформаційного менеджменту на міжнародній конференції «Змінюваний світ».
Професор Серап Курбаноглу — член програмних комітетів численних міжнародних конференцій, а також експерт численних наукових журналів.

## Окремі публікації
• Kurbanoğlu, S. (2010). Bilgi okuryazarlığı: Kavramsal bir analiz [ Information Literacy: A Conceptual Analysis]. Türk Kütüphaneciliği, 24(4), 723—747.
• Kurbanoğlu, S. (2010). The increasing importance of information literacy as a 21st century skill. First International Conference in Romania on Information Literacy. 21-23 Nisan 2010, Sibiu, Romanya.
• Kurbanoğlu, S. (2009). Self-efficacy: An alternative approach to the evaluation of information literacy. QQML (Qualitative and Quantitative Methods in Libraries) International Conference. 26-29 Mayıs 2009, Hanya, Girit.
• Kurbanoğlu, S. (2009). Report of the UNESCO «Training the Trainers in Information Literacy» («TTT») Workshop. Ankara, Turkey, September 3-5, 2008. The International Information and Library Review, 41(4), 252—256.
• Kurbanoğlu, S. (2008). Information literacy in the electronic age. Electronic Library: International Scientific Conference, Belgrade, September 25th-28th, 2008 içinde (s. 51-57). Belgrade: Belgrade University.
• Kurbanoğlu, S., Akkoyunlu, B., Umay, A. (2006). Developing the information literacy self-efficacy scale. Journal of Documentation, 62(4), 730—743.
• Kurbanoğlu, S. (2004). An overview of information literacy studies in Turkey. The International Information and Library Review, 36, 23-27.
• Kurbanoğlu, S. (2003). Self-efficacy: a concept closely linked to ınformation literacy and lifelong learning. Journal of Documentation, 59 (6), 635—646.
• Kurbanoğlu, S. ve Akkoyunlu, B. (2002). Bilgi okuryazarlığı: Bir ilköğretim okulunda yürütülen uygulama çalışması [Information literacy: a best practise in a primary school]. Türk Kütüphaneciliği, 16 (1), 20-40.
• Kurbanoğlu, S. (2001). Öğrencilere bilgi okuryazarlığı becerilerinin kazandırılmasının önemi ve okul kütüphanecilerinin bu alandaki rolü [The importance of teaching information literacy skills to students and the role of school media specialists on this issue]. Bilgi Dünyası, 2 (1), 1-19.
• Курбаноглу С. Анализ концепции информационной грамотности // Медиа- и информационная грамотность в обществах знания / Сост. Кузьмин Е. И., Паршакова А. В. — М.: МЦБС, 2013. — 384 с. — С. 87 — 97.